# Парк Победы (Уфа)
Парк Побе́ды (баш. Еңеү Паркы; ранее — «Нефтяник») — мемориальный парк в честь Победы в Великой Отечественной войне, на склоне Дежнёвской горы, в Черниковке города Уфы. Памятник истории, градостроительства и архитектуры регионального значения.
Один из двух крупных мемориальных комплексов города, посвящённых Великой Отечественной войне, а также Афганской войне и локальным войнам. Часть комплекса составляет Республиканский музей Боевой Славы и военная техника-экспонаты.

## Описание
Парк находится в Орджоникидзевском районе. С юга примыкает к территории мечети «Ляля-Тюльпан», на севере граничит со стадионом «Нефтяник».
Площадь парка — 9,81 (по другим данным — 62) га; вместе с лесопарком склона Дежнёвской горы — 232 га.

#### Мемориалы и памятники
- Памятник Героям Советского Союза А. Матросову и М. Губайдуллину (открыт 8 мая 1980 г.)
- Могила Дважды Героя Советского Союза Мусы Гареева (с 1987 г.)
- Бюсты двух генералов-героев Великой Отечественной войны Минигали Шаймуратова и Тагира Кусимова[2] (открыты 8 мая 2010)
- Памятник «Союз поколений десантников» (2021 г.)[3]

#### Экспонаты
- Танк Т-34-85 на постаменте
- Танк Т-54 на постаменте
- 2С9 Нона-С
- БТР-70
- БТР-60
- БМ-21 «Град»
- 9П148 «Конкурс»
- 2С3М «Акация»
- 2С1 «Гвоздика»
- ЗСУ-23-4М «Шилка»
- БМП-1
- БМП-2КМ
- Выставка советской артиллерии:
  - 37-мм автоматическая зенитная пушка образца 1939 года (61-К)
  - 100-мм полевая пушка образца 1943 года (БС-3)
  - 100-мм противотанковая пушка (МТ-12)
  - 240-мм миномёт М-240 образца 1950 года
  - 76-мм дивизионная пушка образца 1942 года (ЗИС-3)

## История
Лесопарковая зона начала благоустраиваться ещё в 1947: построены беседка на смотровой площадке и Дежнёвская лестница к реке Белой; высажены сосны.
В середине 1950-х, при строительстве города Черниковска, главный архитектор М. Н. Куприянова, без указания вышестоящего руководство, дала команду сделать лесопосадку на склоне Дежнёвской горы, обращённому к реке Белой, который не подлежал озеленению по Генплану города, за что получила выговор. Часть посадок составляли берёзы.
В 1953 начато строительство спортивного комбината строящегося Черниковского нефтеперерабатывающего завода (ныне — «Башнефть-Уфанефтехим»), по проекту Московской проектно-архитектурной мастерской имени Академиков Весниных, главный руководитель проекта — архитектор Л. А. Нечаева, в состав которого входили стадион, Дом физкультуры, бассейн и водногребная база, но в 1955 стройка остановилась из-за реорганизации нефтеперерабатывающих заводов.
В 1963 Управление по делам строительства и архитектуры при Совете министров Башкирской АССР утвердило проектные задания по организации в Уфе двух новых парков — и массив, между рекой Белой и Соцгородом, общей площадью 245 га, отведён для размещения парка имени Серго Орджоникидзе, но уже в 1965 парку решено присвоить другое название — в честь Победы в Великой Отечественной войне. Тогда же начато благоустройство и строительство парка, которое было закончено только в 1985.
В 1965—1970 построены Дом физкультуры, стадион «Нефтяник» и бассейн «Нефтяник», названные по Всесоюзному профсоюзному добровольному спортивному обществу «Нефтяник». Прилегающий с юга парк к спортивному комплексу благоустроен и назван также. В парке находились карусели, детская площадка и колесо обозрения.
9 мая 1980, в день открытия мемориала в честь М. Х. Губайдуллина и А. М. Матросова, переименован в честь Победы. Реконструирован к 1985: 9 мая открыта вторая часть мемориального комплекса и открыт сам парк.
22 июня 2010 года в парке Победы прошла социально-патриотическая акция «Помни меня», посвящённая 65-й годовщине Победы в Великой Отечественной войне.

## Галерея

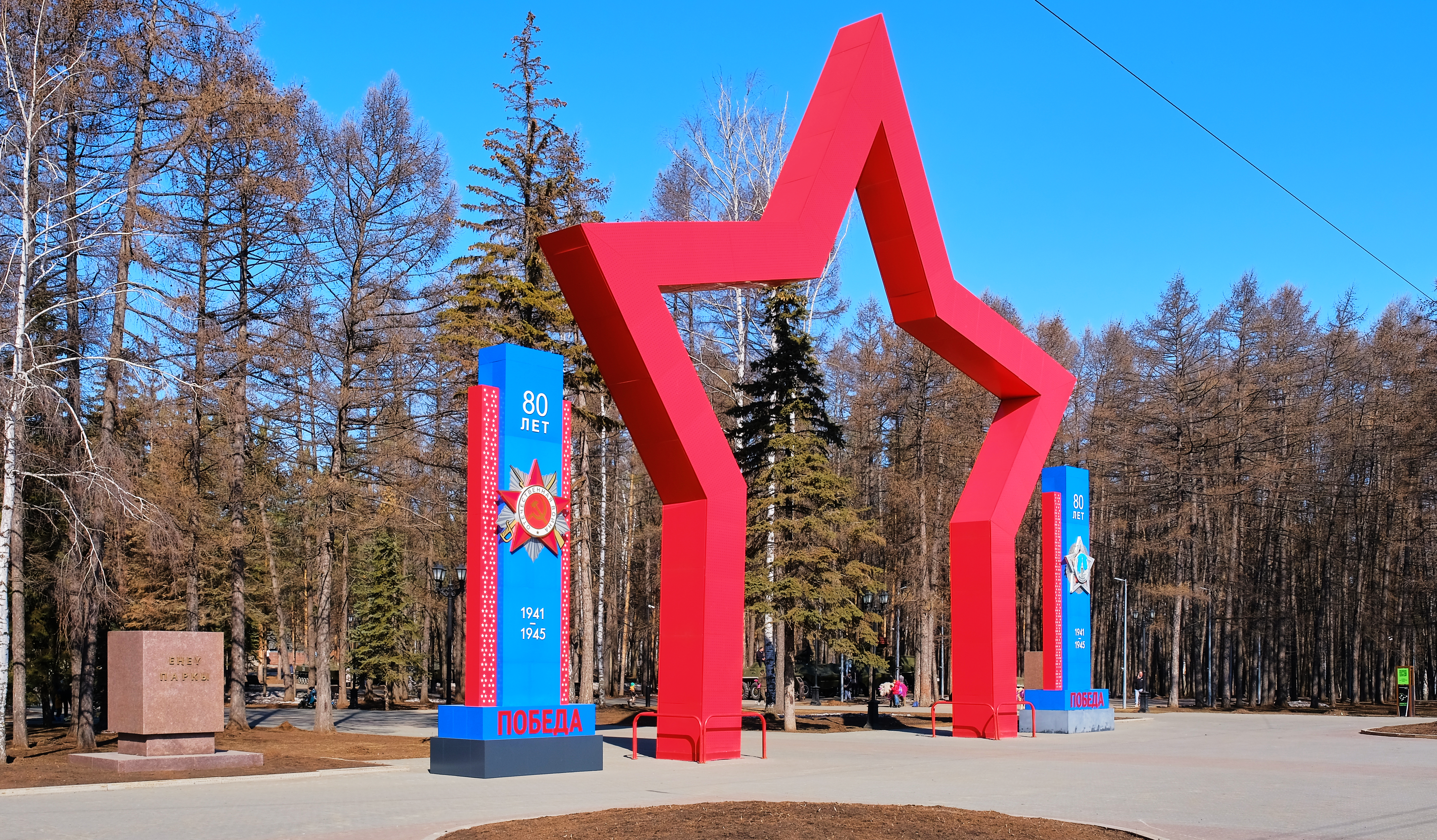
Входная группа
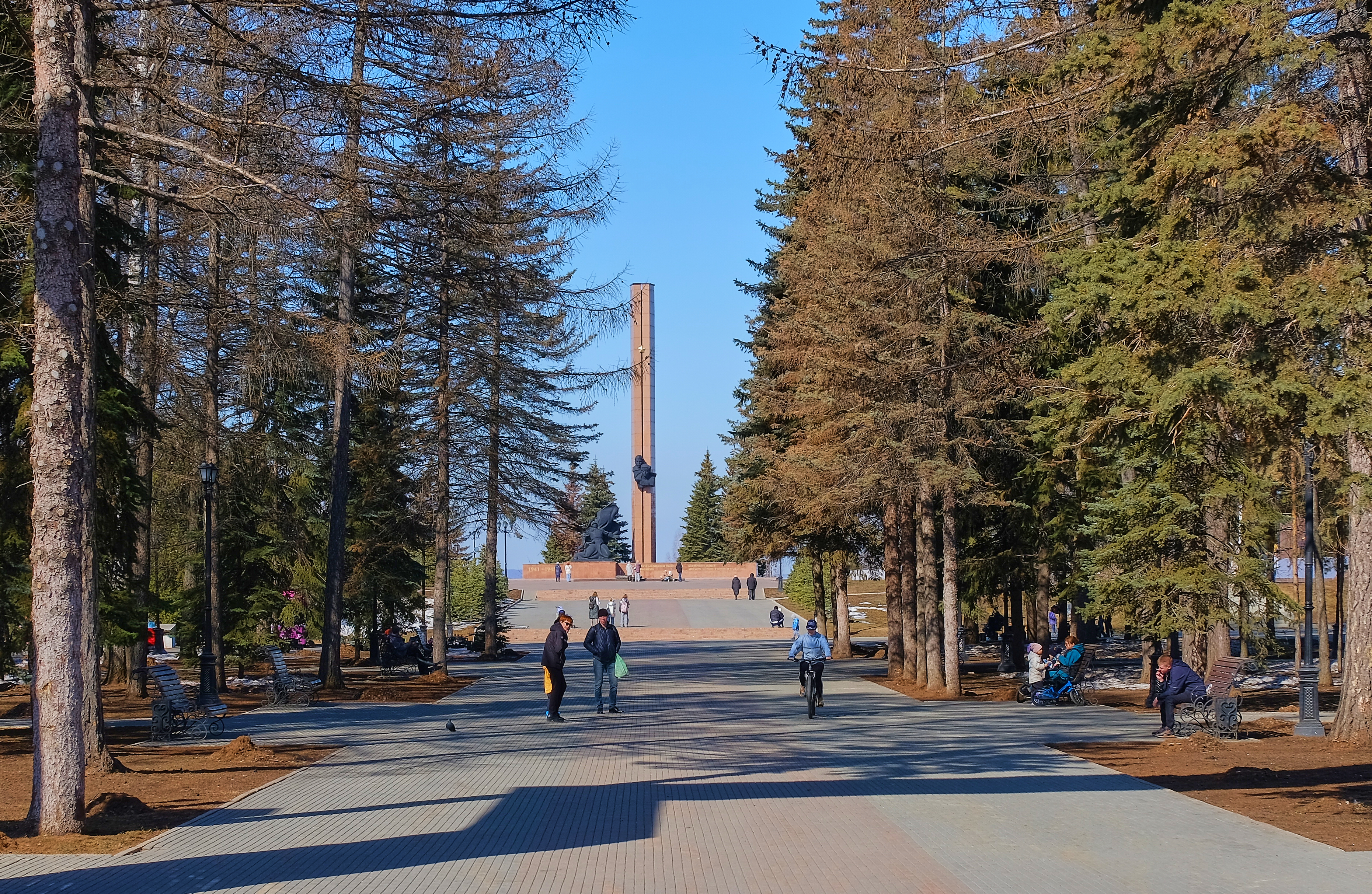
Главная аллея
Могила и бюст Мусы Гареева
Бюсты Шаймуратова и Кусимова
Т-34-85 в парке Победы